# Sociedad Estatal de Participaciones Industriales
Sociedad Estatal de Participaciones Industriales, SEPI — іспанська державна холдингова компанія, яка характеризується як суверенний фонд багатства. Яку контролює Міністерство казначейства Іспанії.
SEPI передували Національний інститут промисловості (ісп. Instituto Nacional de Industria, INI) та Національний інститут гідрокарбюро (ісп. Instituto Nacional de Hidrocarburos, INH). 16 червня 1995 року SEPI було створено в рамках тимчасової реструктуризації, яка була санкціонована Указом № 5/1995. 10 січня 1996 року SEPI було ратифіковано парламентським актом № 5/1999. Це передбачало створення різних публічних юридичних осіб і скасування INI та INH.